# Йохан I фон Шаунберг
Йохан I фон Шаунберг (на немски: Johann I von Schaunberg; † 16 ноември 1453) е граф на Шаунберг в Горна Австрия, господар на Ахау, Ефердинг, Ерлах, Ашах, Рабенсберг, Лемберг, Мистелбах и Пойербах, 1424 г. маршал на Австрия, 1438 г. маршал на Щирия, кралски съветник и имперски дворцов майстер.

## Произход
Той е син на граф Улрих II фон Шаунберг († 1398) и съпругата му Елизабет фон Абенсберг († 1423), дъщеря на Йохан II фон Абенсберг († 1397) и Агнес фон Лихтенщайн-Мурау († 1397). Майка му Елизабет фон Абенсберг се омъжва втори път ок. 1403 г. за граф Херман III фон Цили († 30 юли 1426).

## Фамилия
Йохан I фон Шаунберг се жени 1413/1416 г. за Анна фон Петау, наследничка на Фридау, Анкерщайн и Розег († 29 март 1465, погребана във францисканския манастир Пупинг), дъщеря на Бернхард фон Петау-Фридау-Вурмберг († 1420) и Вилибирг фон Майдбург/Магдебург, дъщеря на бургграф Бурхард XII фон Майдбург/Магдебург († 1388) и графиня Юта фон Анхалт-Цербст († 1381). Те имат шестнадесет деца:
- Улрих († 11 октомври)
- Йохан II († сл. 19 октомври 1437)
- Бернхард († 8 април 1473), граф на Шаунберг-Вайтенег, императорски съветник, 1447 г. маршал на Австрия, женен пр. 10 август 1439 г. за Агнес фон Валзе († 15 август 1470), родители на Фридрих V фон Шаунберг архиепископ на Залцбург (1489 – 1494)
- Улрих III († 27 декември 1484), граф на Шаунберг, господар на Фрауенхайм, Клайн-Зьолк, Рабенсберг, Лемберг, 1449 г. главен маршал в Щирия, 1460/1463 г. ландес-хауптман в Крайна, женен I. за Барбара, II. ок. 1469 г. за фрайин Маргарета фон Крайг († 6 юни 1492)
- Зигмунд I († 2/20 октомври 1498, погребан в Пупинг), граф на Шаунберг, императорски фелдхауптман, 1489 г. главен наследствен маршал на Австрия в Австрия, женен 1483 г. за Барбара фон Валзе († 14/15 ноември 1506)
- Албрехт (* 1430; † 15 юли 1473, умира от падане от коня му), 1448 иматрикулиран в университет Виена, 1451 в Болоня, д-р по право, 1444 г. домхер в Пасау, 1445/1461 г. пропст на „Св. Стефан“ във Виена
- Волфганг I († 30 юли 1484), 1448 г. иматрикулиран в университет Виена, императорски фелдхауптман, погребан в Пупинг
- Агнес († 1457), омъжена пр. 24 септември 1453 г. за Хайнрих IV фон Розенберг († 28 април 1456/25 март 1457)
- Лудвиг († 9 август 1427)
- Николаус († 1452)
- Лудвиг († ок. 19 юни 1453), 1448 г. иматрикулиран в университет Виена
- Елизабет († август 1461), омъжена пр. 25 февруари 1444 г. за граф Улрих фон Йотинген-Флохберг († 1477)
- Барбара († сл. 1492), омъжена пр. 24 юни 1457 г. за граф Дуим/Дуимо IV Франгепан († сл. 14 юни 1487)
- Магдалена
- Кунигунда
- Барбара